# John Pendleton
John Strother Pendleton (* 1. März 1802 bei Culpeper, Virginia; † 19. November 1868 ebenda) war ein US-amerikanischer Politiker und Diplomat. Zwischen 1845 und 1849 vertrat er den Bundesstaat Virginia im US-Repräsentantenhaus.

## Werdegang
John Pendleton genoss eine gute Schulausbildung. Nach einem anschließenden Jurastudium und seiner 1824 erfolgten Zulassung als Rechtsanwalt begann er in Culpeper in diesem Beruf zu arbeiten. Gleichzeitig schlug er eine politische Laufbahn ein. Zwischen 1830 und 1833 sowie nochmals von 1836 bis 1839 saß er im Abgeordnetenhaus von Virginia. Er wurde Mitglied der Whig Party. Zwischen 1841 und 1845 war er als Nachfolger von Richard Pollard als amerikanischer Gesandter in Chile.
Bei den Kongresswahlen des Jahres 1844 wurde Pendleton im neunten Wahlbezirk von Virginia in das US-Repräsentantenhaus in Washington, D.C. gewählt, wo er am 4. März 1845 die Nachfolge von Samuel Chilton antrat. Nach einer Wiederwahl konnte er bis zum 3. März 1849 zwei Legislaturperioden im Kongress absolvieren. Diese waren von den Ereignissen des Mexikanisch-Amerikanischen Krieges geprägt.
Von 1851 bis 1854 war Pendleton Gesandter in Argentinien, wo er auf William A. Harris folgte. In dieser Eigenschaft vermittelte er zusammen mit dem US-Vertreter in Brasilien, Robert Cumming Schenck, einen Handelsvertrag mit den Staaten Paraguay und Uruguay. Nach seiner Rückkehr betätigte er sich in der Landwirtschaft. John Pendleton starb am 19. November 1868 nahe Culpeper.